# Symeon (biskup twerski)

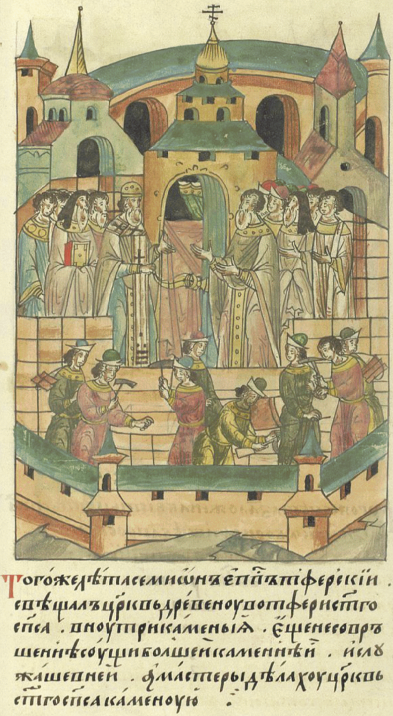
Biskup Symeon konsekruje cerkiew Zbawiciela w Twerze

Symeon Połocki (zm. 3 lutego 1289 w Twerze) – siódmy biskup połocki i pierwszy biskup twerski, święty prawosławny ziemi białoruskiej. Należy do Soboru Świętych Białoruskich i Soboru Świętych Twerskich.

## Życiorys
Przypisuje mu się pochodzenie z książęcego rodu połockich Rurykowiczów. Pierwotnie był katedra biskupa znajdowała się w Połocku, ale najazdy litewskie i ingerowanie Litwinów w wewnętrzne sprawy ruskie oraz zamordowanie w 1263 r. księcia połockiego, nazywanego siostrzeńcem biskupa, skłoniły Symeona do przeniesienia się do Tweru, który leżał w tej samej eparchii. 
W tym czasie miasto to jako swoją siedzibę obrał sobie książę Jarosław Jarosławowicz, który chętnie przyjął Symeona, a nowo utworzoną diecezję obdarzył wieloma nadaniami.
Latopis Nikonowski przedstawia Symeona jako znawcę Pisma Świętego, cnotliwego mędrca, który wstawiał się za skrzywdzonymi i nieustraszenie potępiał występki możnowładców. 
Biskup troszczył się również bardzo o budowę i odbudowę świątyń prawosławnych, zwłaszcza po dwóch pożarach, które miały miejsce w Twerze.
Znana jest Instrukcja biskupa Tweru Symeona, zachowana w XVI-wiecznym odpisie. W tym zabytku literatury staroruskiej duchowny poucza księcia Konstantego Połockiego, że dobry władca nie mianuje złego ciwuna i nie toleruje występków swojego urzędnika.
Biskup Symeon zmarł w spokoju 3 lutego 1289 roku. Został pochowany w soborze Przemienienia Pańskiego w Twerze.
3 lutego 2016 roku decyzją Synodu Biskupów Rosyjskiej Cerkwi Prawosławnej został kanonizowany jako święty otoczony dotąd lokalnym nabożeństwem, a którego kult uznano w całym Kościele powszechnym. Biskup Symeon Połocki czczony jest indywidualnie 16 lutego, a w Soborze Świętych Białoruskich – 25 czerwca, w Soborze Świętych Twerskich – 16 lipca.